# 링코나다
링코나다(스페인어: Rinconada)는 칠레 발파라이소 주 로스안데스 현의 코무나이다.